# More Real Folk Blues (альбом Гауліна Вулфа)
More Real Folk Blues — збірка пісень американського блюзового музиканта Гауліна Вулфа, випущена у 1967 році лейблом Chess. У 2013 році альбом був включений до Зали слави блюзу.

## Про альбом
Ця збірка Гауліна Вулфа стала продовженням альбому в серії «Real Folk Blues», випущеного у 1965 році. Хоча перший випуск серії був присвячений найбільш знаковим записам Вулфа, ця збірка натомість включає його ранні сесії на лейблі Chess в Чикаго, а також декілька записів 1953 року, зроблених в Мемфісі. Альбом відкриває композиція «Just My Kind» Вульфа, яка є подібною темою до «Rollin' & Tumblin'». Серед найбільш класичних прикладів чиказького звучання гурту Вулфа є «I Have a Little Girl».
«Just My Kind», «I've Got a Woman» і «Work for Your Money» були записані у 1953 році в Мемфісі, однак Chess скасували їхній випуск; записи «Neighbors» і «I'm the Wolf», зроблені для Chess в березні 1954 в Чикаго, також випущені вперше.

## Визнання
У 2013 році альбом More Real Folk Blues Вулфа (Chess, 1967) був включений до Зали слави блюзу в категорії «Класичний блюзовий запис — альбом».

## Список композицій
1. «Just My Kind» (Честер Бернетт) — 2:50
2. «I've Got a Woman» (Честер Бернетт) — 2:53
3. «Work for Your Money» (Честер Бернетт) — 2:10
4. «I'll Be Around» (Честер Бернетт) — 3:11
5. «You Can't Be Beat» (Честер Бернетт) — 3:06
6. «You Gonna Wreck My Life» [No Place to Go] (Честер Бернетт) — 2:34
7. «I Love My Baby» (Честер Бернетт) — 2:55
8. «Neighbors» (Честер Бернетт) — 2:43
9. «I'm the Wolf» (Честер Бернетт) — 2:47
10. «Rocking Daddy» (Честер Бернетт) — 3:00
11. «Who Will Be Next?» (Мел Лондон, Честер Бернетт) — 2:30
12. «I Have a Little Girl» (Честер Бернетт) — 2:35

## Учасники запису
- Гаулін Вулф — вокал, губна гармоніка
- Віллі Джонсон (1—3, 5, 7), Джоді Вільямс (4, 11, 12), Г'юберт Самлін (4, 5, 11, 12), Лі Купер (6, 8—10) — гітара
- Отіс Спенн (4—6, 8—10), Госі Лі Кеннард (5), Генрі Грей (11, 12) — фортепіано
- Віллі Діксон — контрабас (4—6, 8—12)
- Ерл Філліпс — ударні (4—6, 8—12)

Технічний персонал
- Маршалл Чесс — продюсер
- Дон С. Бронстейн — дизайн
- Пол Вільямс — текст